# オーエン・コルファー

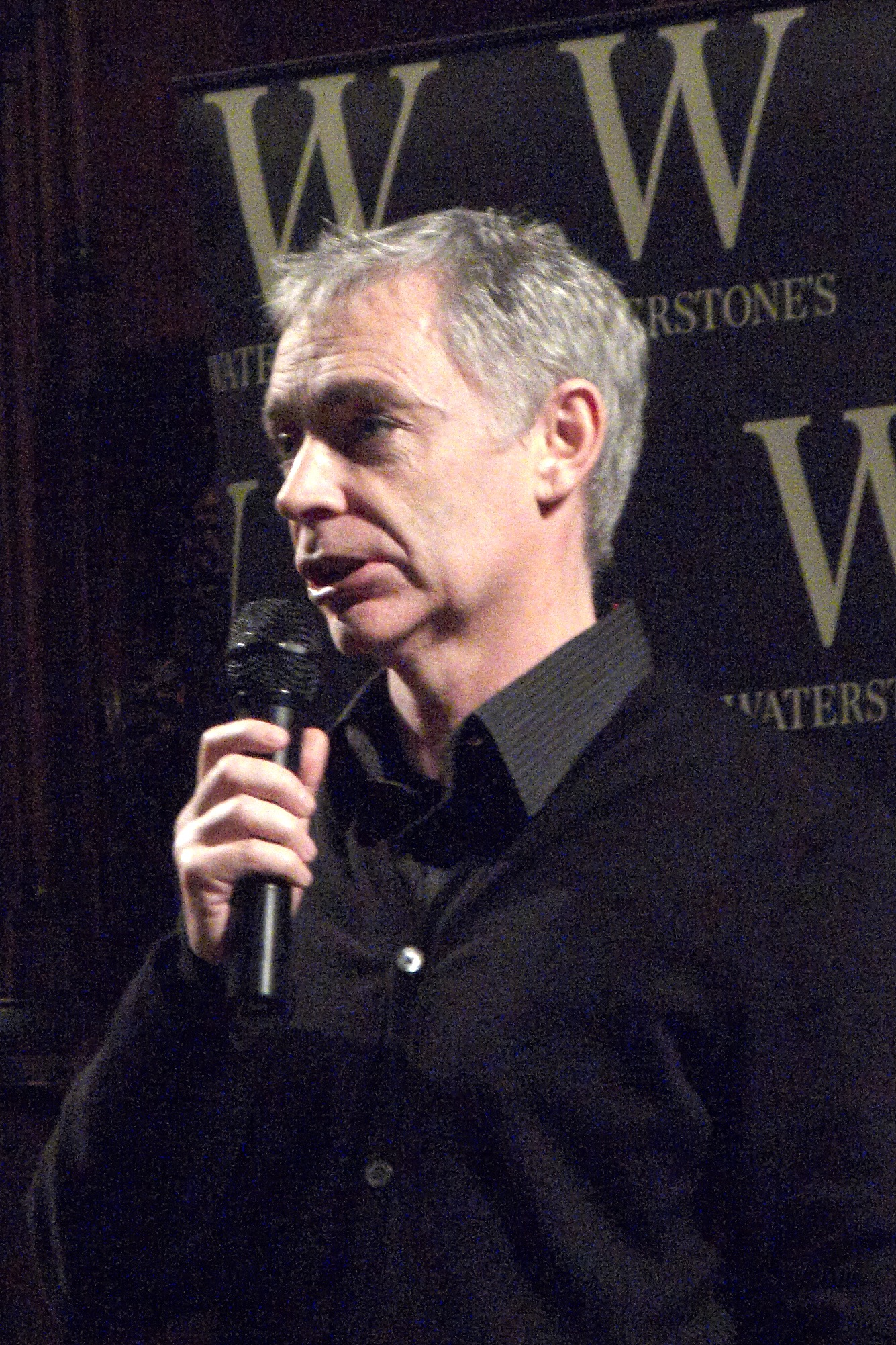
オーエン・コルファー

オーエン・コルファー（Eoin Colfer、1965年5月14日 - ）は、アイルランドの児童文学作家、ファンタジー小説家。アイルランドのウェクスフォード生まれ。
小学校教師として14年間勤務しながら、1998年に作家デビュー。処女作『Benny and Omar』がアイルランドでベストセラーとなる。
2000年、『ウィッシュリスト - 願い、かなえます』(The Wish List)を出版。
2001年、ファンタジー小説アルテミス・ファウルシリーズの第一巻『妖精の身代金』(Artemis Fowl)を出版。
なお、世界的に人気のSF小説『銀河ヒッチハイク・ガイド』(ダグラス・アダムス作)の6作目として『新 銀河ヒッチハイク・ガイド 上・下』(DOUGLAS ADAMS'S　HITCHHIKER'S GUIDE TO THE GALAXY　PART SIX OF THREE　AND　ANOTHER THING...)を遺族公認で執筆した。

## 著作リスト
- 『ウィッシュリスト - 願い、かなえます』The Wish List（理論社）
- 「メアリーの髪」(Mary's Hair)　：アンソロジー『今夜はだれも眠れない』（ダイヤモンド社）収載

### アルテミス・ファウルシリーズ
- 『妖精の身代金』Artemis Fowl（角川書店）
- 『北極の事件簿』Artemis Fowl: The Arctic Incident（角川書店）
- 『永遠の暗号』Artemis Fowl: The Eternity Code（角川書店）
- 『オパールの策略』Artemis Fowl: The Opal Deception（角川書店）
- 『失われし島』Artemis Fowl: The Lost Colony （角川書店）
- Artemis Fowl: The Time Paradox （未訳）
- Artemis Fowl: The Atlantis Complex（未訳）
- Artemis Fowl: The Last Guardian（未訳）